# Тибальди, Доменико
Доменико Тибальди (итал. Domenico Tibaldi; 18 апреля 1541, Болонья — 2 января 1583, Болонья) — итальянский архитектор, живописец и гравёр. Маньерист болонской школы.

## Биография и творчество
Доменико был вторым из пяти детей архитектора Тибальдо Тибальди де Пеллегрини (Tibaldo Tibaldi de’ Pellegrini, 1503—1563) и младшим братом Пеллегрино Тибальди, живописца, скульптора и архитектора, который дал ему первые уроки.
Отец был родом из Пуриа-ди-Вальсольда (Ломбардия, провинция Комо), в то время входившего в состав Миланского герцогства, но вырос в Болонье, где получил работу каменщика и в 1561 году стал гражданином Болоньи. Он принадлежал к «дому Пеллегрини» (casato dei Pellegrini), семье мастеров-каменщиков, которые какое-то время вели активную деятельность не только в области Комачина (Комо), но и в Болонье.
Помимо брата, на Доменико оказало влияние творчество знаменитого архитектора Джакомо да Виньола. О его профессиональном успехе свидетельствует рост его роли в «Братстве живописцев» (Compagnia dei pittori), в которую он был зачислен в 1566 году, а затем избран в Совет тридцати (1571) и, наконец, в 1579 году занял положение ответственного председателя.
Из архитектурного наследия Тибальди наиболее известны работы с 1570 года по реконструкции Собора Святого Петра в Болонье с проектами главной капеллы и внутреннего двора близлежащего Архиепископского дворца (1575), Палаццо Маньяни (1576—1583), Палаццо Бентивольо и Палаццо Маттеи ди Джове (1578).
Обновление собора началось со строительства нового главного придела, который должен был соединиться с новым корпусом с тремя нефами, подобным существующему собору, который тогда ещё не был достроен. Собор был значительно расширен, возведён новый фасад и двухъярусная лоджия во дворе. Проект завершения фасада базилики Сан-Петронио относится к 1570—1572 годам. В 1572 году он был представлен на рассмотрение Андреа Палладио, с которым Доменико смог подружиться в Болонье.
Доменико Тибальди был также успешным гравёром в жанре репродукционной гравюры, работал по оригиналам Тициана, Пармиджанино и Бартоломео Пассаротти, но также создал несколько оригинальных композиций. Его самым известным учеником был Агостино Карраччи.
Он умер в Болонье в разгар своей карьеры 2 января 1583 года. Похоронен в церкви Благовещения (Chiesa dell’Annunziata).

## Галерея

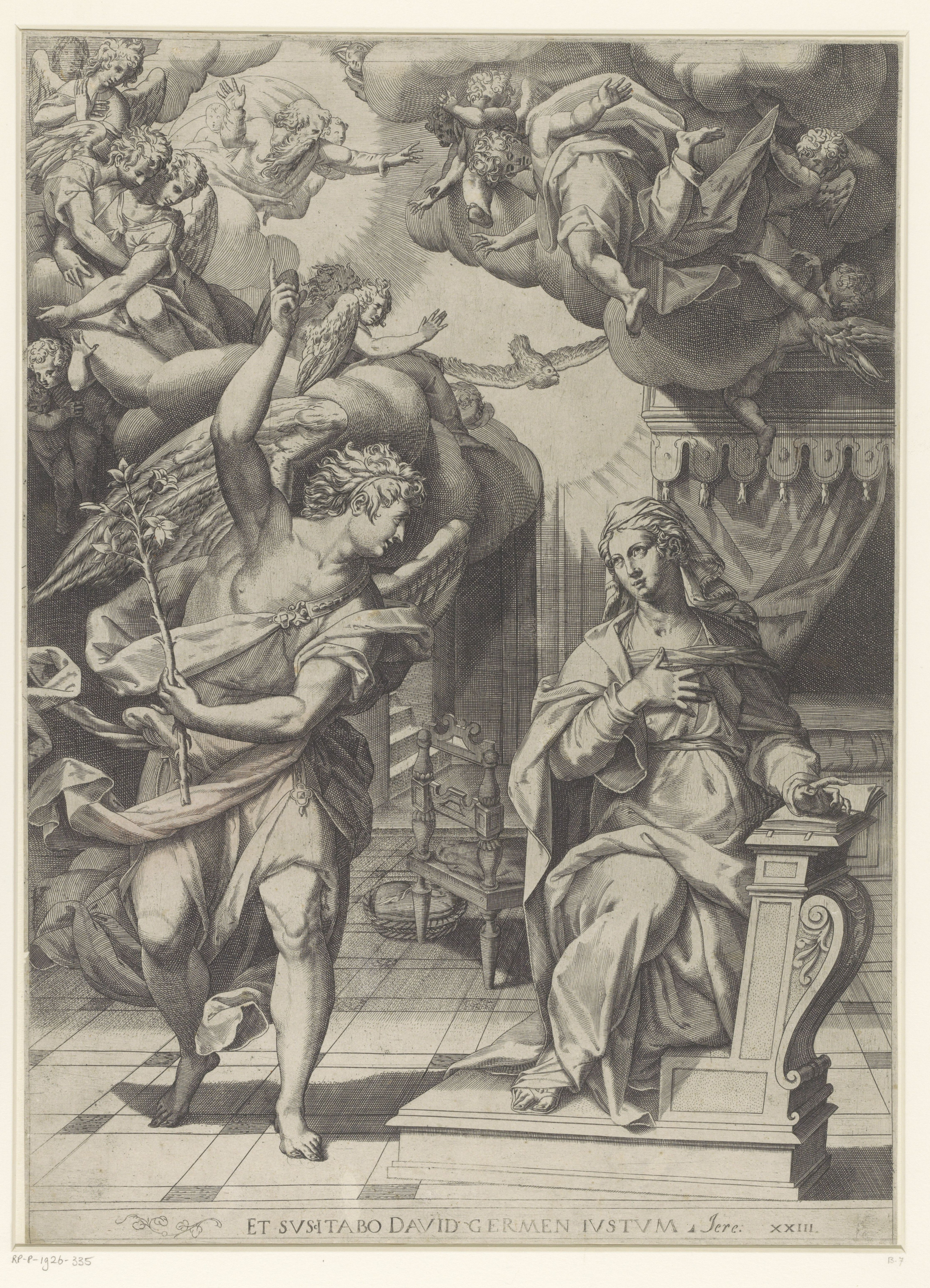
Благовещение. 1551 – 1583. Офорт
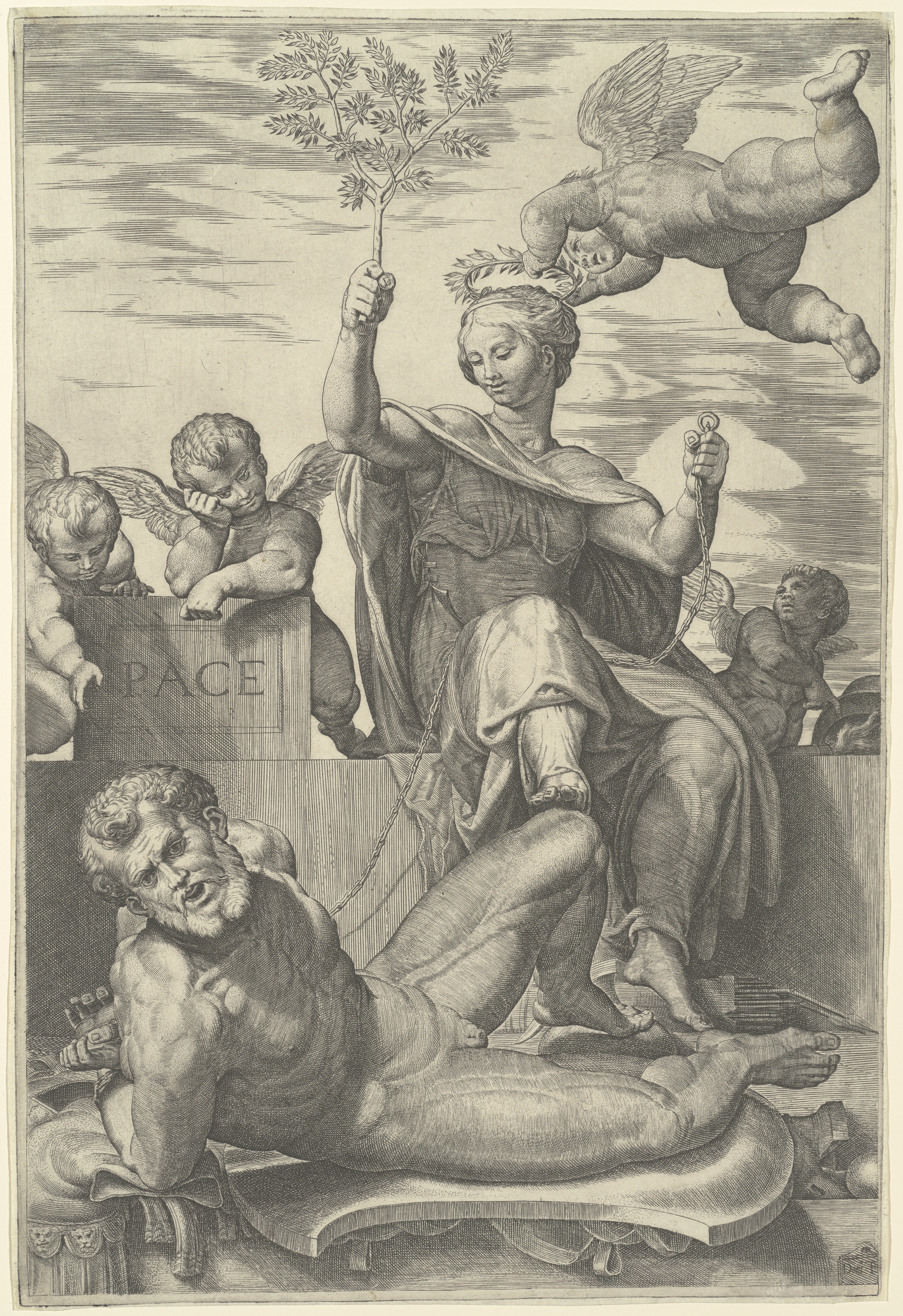
Аллегория мира. Ок. 1560. Офорт
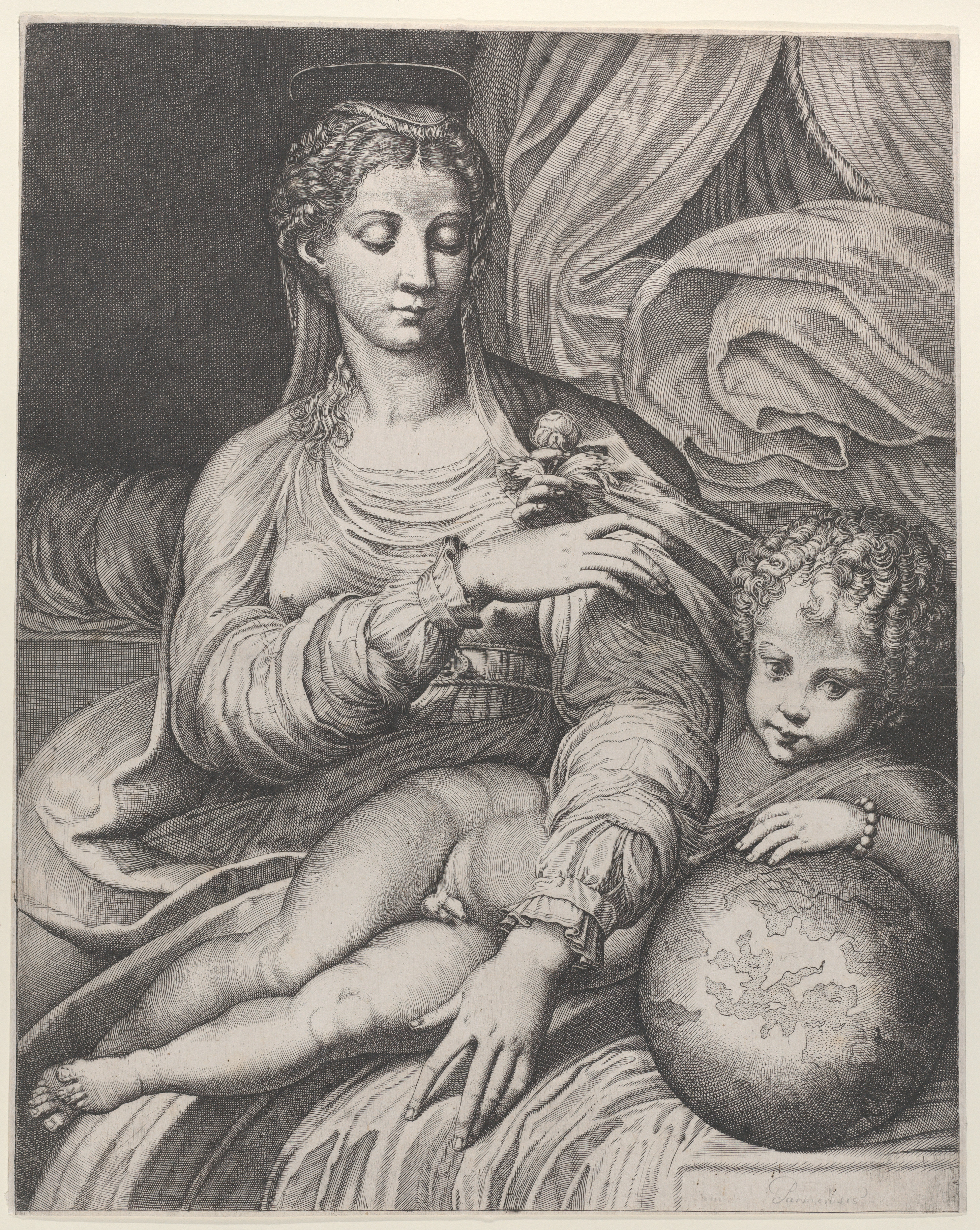
Mадонна Розария. 1560–1575. Офорт
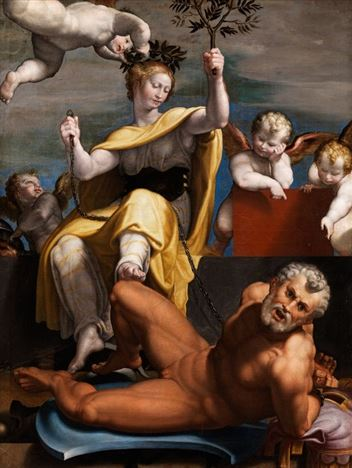
Аллегория мира, побеждающего войну. Ранее 1583. Дерево, масло. Частное собрание
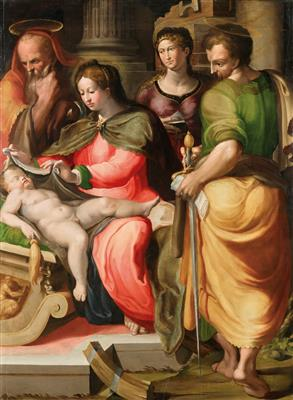
Святое семейство со Святой Екатериной Александрийской и Святым Павлом. Ранее 1583. Дерево, масло. Частное собрание